# Plaza del Rey (Madrid)
La plaza del Rey (denominada en el siglo XIX como plaza del Almirante) es un espacio público ubicado en un lateral del primer tramo de la Gran Vía de Madrid. Está delimitada en uno de sus extremos por la calle Barquillo y la calle de las Infantas. Se encuentra ubicada en el barrio de Chueca. En el lateral de la plaza tiene una estatua del militar español Jacinto Ruiz y Mendoza, héroe del levantamiento del 2 de mayo. Destaca en su trazado el palacio denominado popularmente como Casa de las Siete Chimeneas. Se denomina así en honor de la proclamación por parte del pueblo de Madrid en 1808 a Fernando VII como rey de España.

## Historia

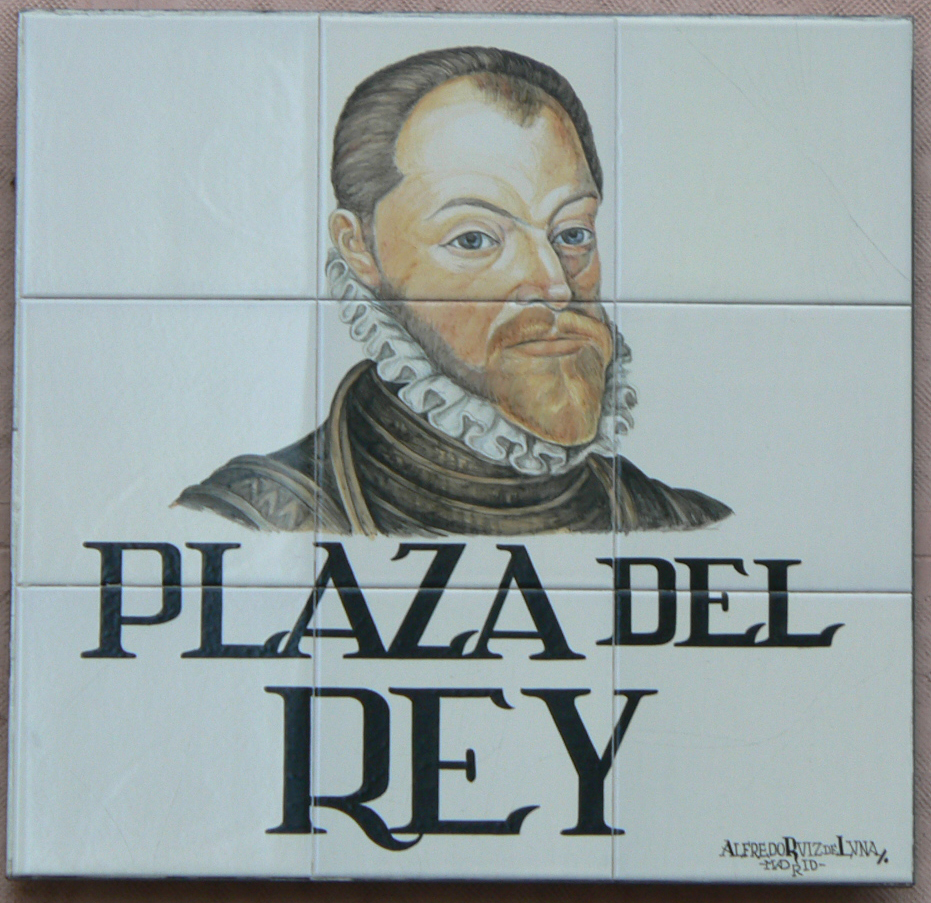
Panel de azulejos con el nombre de la plaza

No figura en los planos de Madrid del siglo XVII (Teixeira y Espinosa), y es ésta la razón por la que se supone de creación posterior a 1700. Antes de 1800 se denominaba este espacio como plaza del Almirante, por encontrarse en las cercanías de la plaza la vivienda del príncipe de la Paz.
Existe anteriormente con otras denominaciones como la del Circo (debido a la existencia de un circo en 1841), o la de la Paja. La denominación de plaza del Circo se debe a la existencia de un circo ecuestre y de saltimbanquis denominado Teatro Circo Paul (denominado también  "Teatro de la Bolsa") fundado por Paul Laribeau y que se encontraba en la confluencia con la calle del Barquillo. El espacio sería sucesivemente ocupado por el Teatro del Circo y el Circo Price.
Ramón de Mesonero Romanos, decano de los cronistas de Madrid, describió la plaza y su entorno hacia 1854 de la siguiente manera:

Fue conocida en los primeros años de este siglo bajo el título del Almirante con alusion al príncipe de la Paz que tenia alli sus casas, y se formó con la parte que se tomó del terreno de la huerta del Carmen; está plantada de árboles aunque desnuda de adorno central; y dos de sus lados le forman las dichas casas de los condes de Chinchon y el teatro del Circo, el otro la antigua de las Siete Chimeneas (1), y el nuevo los edificios recientemente construidos por el señor Murga.

 (1) Hay que notar la coincidencia de que en esta casa vivia el célebre ministro Squilache causa del motin de 1766 en cuyo dia 23 de marzo fue atacada y atropellada por el pueblo madrileño; y medio siglo despues, en 19 de marzo de 1808, se representó la misma escena en la otra esquina en que vivia el famoso valido de Carlos IV D. Manuel Godoy.
Ramón de Mesonero Romanos, Nuevo manual histórico-topográfico-estadístico y descripcion de Madrid, 1854.

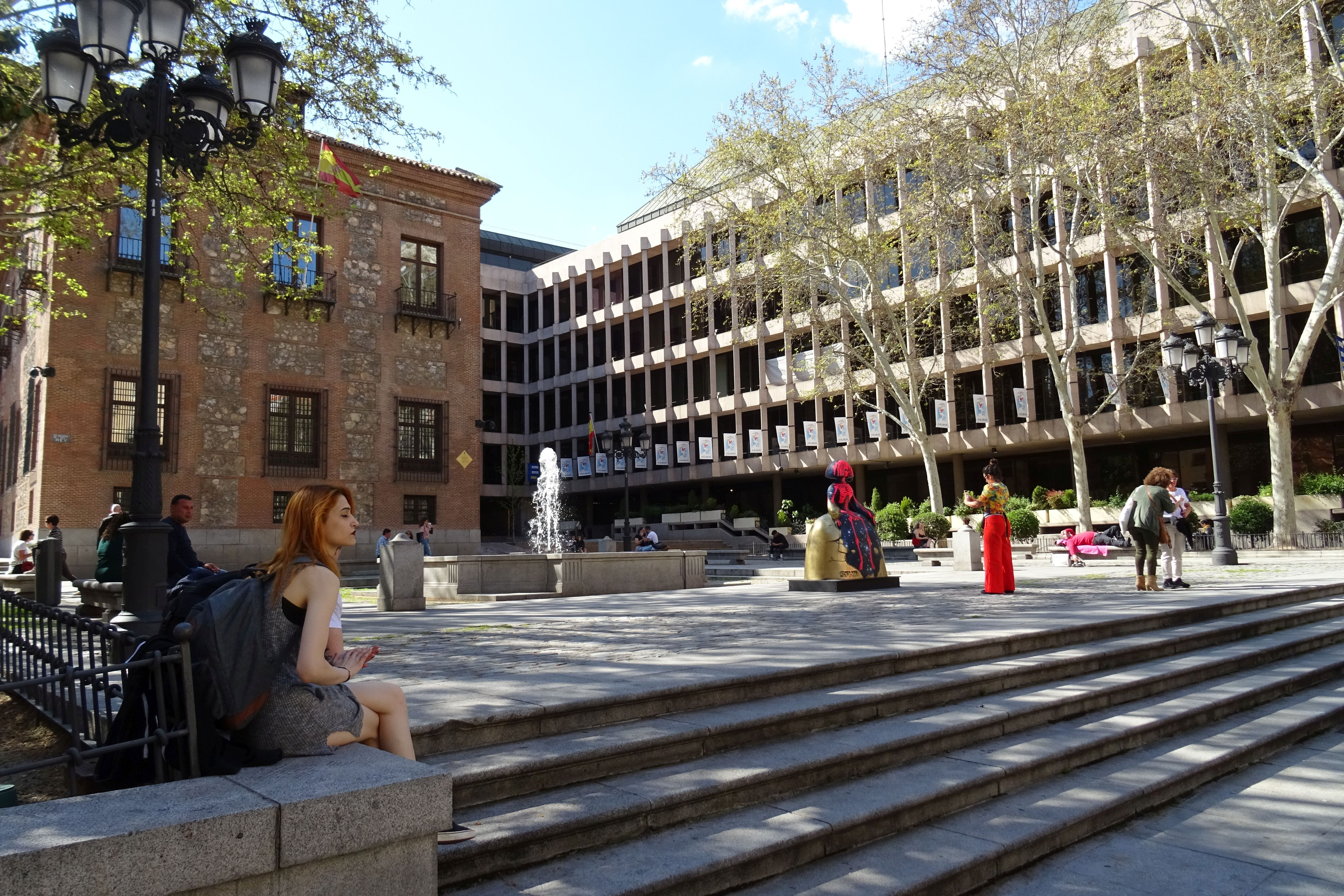
Vista de la plaza en el

El Ayuntamiento de Madrid erigió el 5 de mayo de 1891 una estatua del teniente de infantería Jacinto Ruiz y Mendoza. Durante la Segunda República la plaza cambió su nombre por el de plaza de García Hernández, en homenaje al capitán Ángel García Hernández, uno de los líderes de la fallida sublevación de Jaca.
Fue, junto con la plaza de Vázquez de Mella, una de las primeras en ser horadada para alojar un aparcamiento subterráneo. En los años setenta en la fachada del Ministerio de Cultura (en las Oficinas de Registro de la Secretaría de Estado de Cultura) que da a la plaza se construyó un reloj de sol de grandes proporciones.